# ذخیره‌گاه طبیعی کوبولتی
ذخیره‌گاه طبیعی کوبولتی (گرجی: ქობულეთი) یک منطقه حفاظت شده در شهرداری کوبولتی، منطقه آجارا گرجستان در امتداد ساحل دریای سیاه در بخش شمالی شهر تفریحی کوبولتی است. مناطق حفاظت شده کوبولتی در سال ۱۹۹۸ به منظور حفظ اکوسیستم‌های تالاب منحصر به فرد شناخته شده توسط کنوانسیون رامسر ایجاد شد. این بخشی از جنگل‌های بارانی و تالاب‌های کلخی است که در فهرست میراث جهانی یونسکو به ثبت رسیده‌است.

## جغرافیا
ذخیره‌گاه دارای سطحی مسطح با فرسایش جزئی توسط رودخانه‌های شاوی قله و توگونی و چند زهکش است. این باتلاق پیت است که عمدتاً از پیت ماس با ارتفاعات سطحی به سختی قابل توجه است که به آنها گنبدهای محلی پیت می‌گویند. این ارتفاعات جزئی ۱ تا ۳۳ متر بالاتر از محیط اطراف آن قرار دارند. باتلاق در این منطقه از یک لایه پیت با ضخامت از ۵ تا ۹ متر تشکیل شده‌است.

## اقلیم
این منطقه دارای آب و هوای نیمه گرمسیری دریایی مرطوب با رطوبت نسبی بالا و بادهای شدید دوره ای است. بارندگی عمدتاً به صورت باران با مقدار کل سالانه ۱۵۰۰–۲۵۰۰ میلی‌متر است. پاییز و زمستان فصل‌های مرطوب اولیه هستند.